# Грабар Володимир Еммануїлович
Володимир Еммануїлович Грабар (*10 (22) січня 1865, Відень — †26 листопада 1956) — російський правознавець українського походження.

## Біографія
Народився у Відні у сім'ї українців із Закарпаття. Навчався у колегії П. Галагана в Києві. Закінчив у 1888 р. юридичний факультет Московського університету.
Від 1893 — доцент, а з 1901 — професор Юр'євського (Тартуського) університету; з 1918 — професор Воронізького, а з 1923 — Московського університету. Працював науковим співробітником Інституту права АН СРСР та Всесоюзного інституту юридичних наук.
У 1922-23 — експерт рос.-укр. делегації на Лозаннській конференції.
Протягом 1923-29 був консультантом наркомату зовнішньої торгівлі СРСР. Брав участь у розробці Консульського статуту СРСР (1926).

## Творчий доробок
Досліджував проблеми міжнародного права. Основні праці: «Римське право в історії міжнародно-правових вчень» (1901), «De lega-torum jure» («Про заповідальне право», 1918), «Питання державного і міжнародного права в коментарях Джона Мера до сентенцій Петра Ломбарда» (1927), «Матеріали до історії літератури міжнародного права в Росії (1647—1917)» (1958, ПОСМ.).